# Sart-Tilman
Sart-Tilman is een dorp in de Belgische provincie Luik. Het ligt in Angleur, een deelgemeente van de stad Luik. Sart-Tilman ligt ten zuiden van het stadscentrum van Luik, in het zuidelijkste deel van de gemeente, in de heuvels tussen het rivierdal van de Maas en de Ourthe.

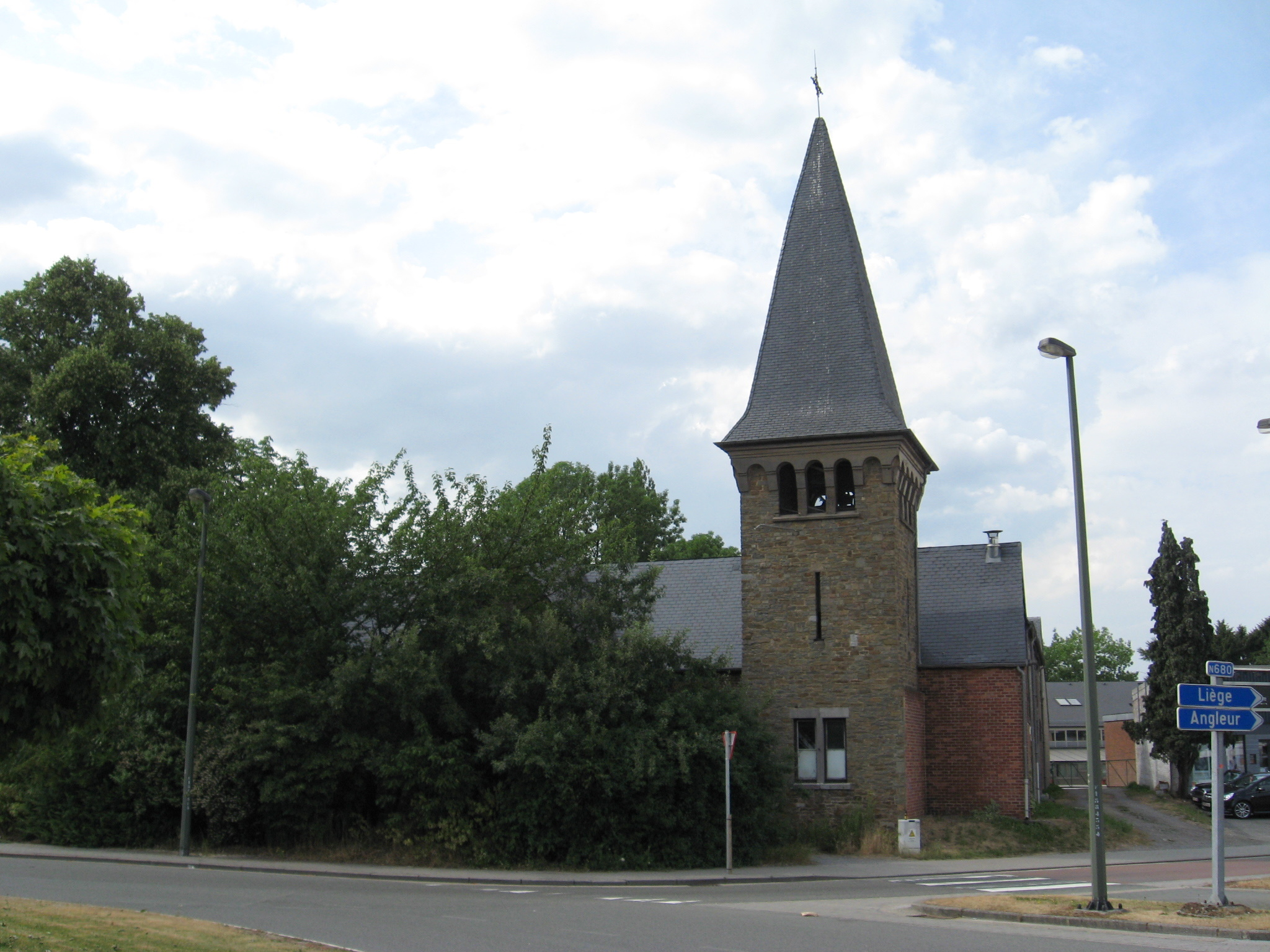
De Sint-Hubertuskerk

## Geschiedenis
Op de Ferrariskaart uit de jaren 1770 is de plaats weergegeven als het gehucht Santilemont.
Sart-Tilman is sinds 1967 bekend geworden als vestigingsplaats van de Universiteit van Luik en het academisch ziekenhuis Centre Hospitalier Universitaire de Liège. Daar is in 1975 een wetenschapspark (Liège Science Park) bij gekomen, op de grens van Sart-Tilman (Luik) en Seraing.

## Bezienswaardigheden

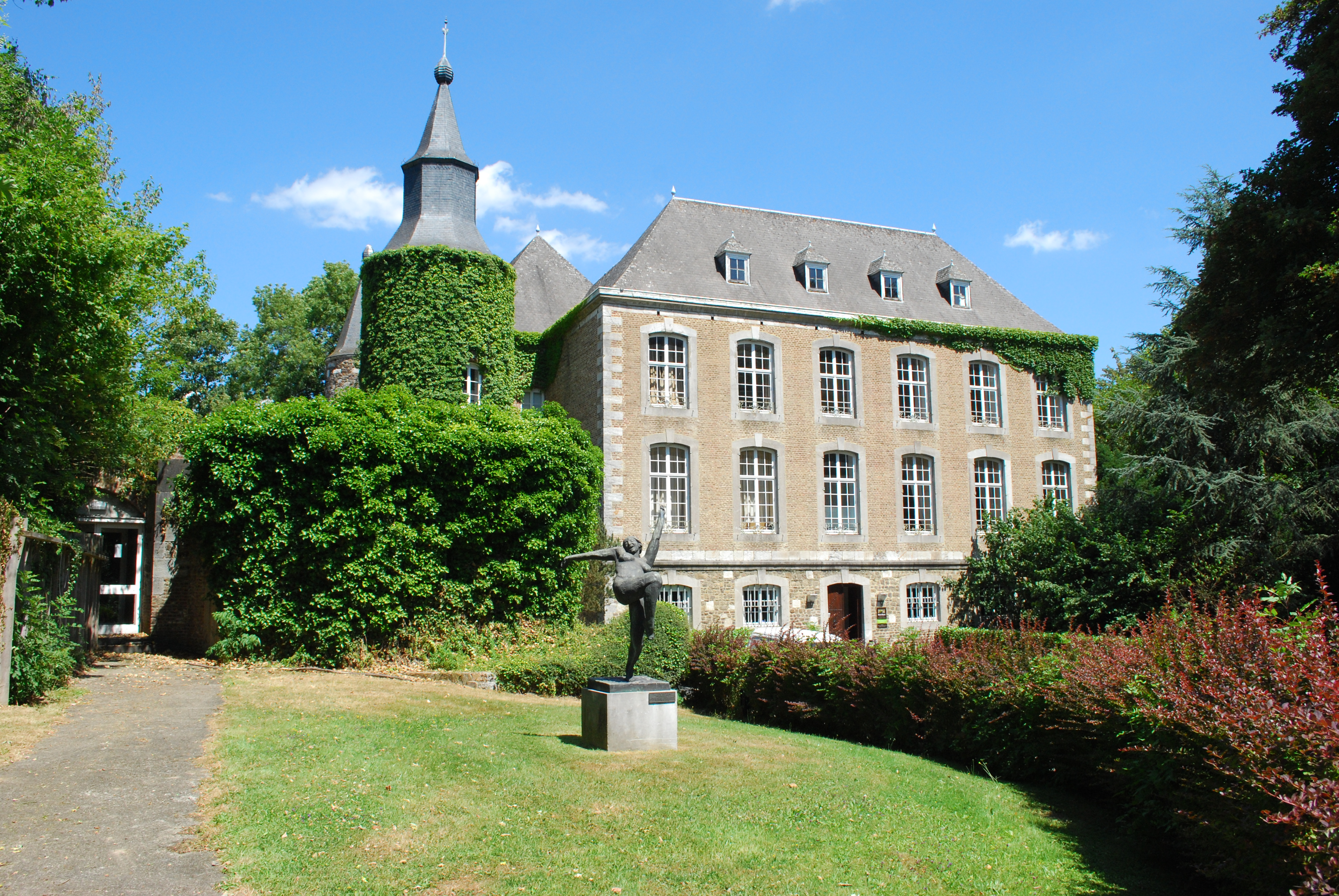
Kasteel van Colonster, sinds 1961 in gebruik door Universiteit van Luik

- De Sint-Hubertuskerk (Église Saint-Hubert) is een kerkgebouw van 1977 in de noordvleugel van de voormalige Ferme des Peuplier. Het kerkje verving een 19e-eeuws kergebouw.
- Het Kasteel van Colonster
- Het Openluchtmuseum van Sart-Tilman met beeldenpark
- De Universiteit van Luik met diverse faculteitsgebouwen.

## Natuur en landschap
Sart-Tilman ligt op een bosrijke hoogvlakte met de vallei van de Ourthe in het oosten. De hoogte aan de kerk bedraagt 239 meter.

## Sport
Voetbalclub CS Sart-Tilman is aangesloten bij de KBVB en actief in de provinciale reeksen.
In het wielrennen werd de Côte du Sart-Tilman meermaals opgenomen in het parcours van de wedstrijd Luik-Bastenaken-Luik. De derde etappe van de Ronde van Frankrijk 2001 liep eveneens over deze helling.

## Nabijgelegen kernen
Angleur, Tilff, Boncelles, Ougrée